# Herman Løvenskiold (1677-1750)
 Der er flere personer med dette navn, se Herman Løvenskiold.
Herman Leopoldus Løvenskiold (født 1677, død 16. maj 1750 på Birkenholm, Sjælland]) var en dansk-norsk godsejer, fra hvem adelsslægten Løvenskiold nedstammer.
Han var søn af en anset Christiania-købmand af tysk herkomst, Herman Leopoldus (død 1696): moderen hed Barbara Wiggers (død 1692). I året 1700 blev han sekretær i Danske Kancelli og 3. maj samme år gift med Inger Borse (død 5. september 1714 på Bjørntvet ved Porsgrund), en datter af den rige kommerceråd og bergamtsassessor Halvor Sørensen Borse, hvis 2 jernværker, Bolvig i Solum og Holden (Ulefos) i Holden Sogn, senere kom i hans eje. Han fik 1725 titel af kancelliråd, 1733 af virkelig justitsråd, 1738 af virkelig etatsråd og 1747 af konferensråd. 1736-38 var han kommitteret i Kommercekollegiet og blev 6. november 1739 optaget i adelstanden under navnet Løvenskiold.
Foruden de nævnte norske ejendomme besad han på Sjælland herregårdene Aggersvold og Birkholm, af hvilken sidste i forening med Vognserup 1766 stamhuset Løvenborg oprettedes, hvilket 1773 blev et baroni for hans yngste søn, Severin Leopoldus, der var af faderens 2. ægteskab, med Kirsten f. Brinck (gift i Arendal 17. november 1716, død i København 6. oktober 1736), datter af Søren Andersen, købmand i Arendal. Løvenskiold var "en for sin praktiske Brugbarhed og Rigdom anset Mand".